# جوزيف بيلنجر
جوزيف بيلنجر هو سياسي أمريكي، ولد في 1773 في مقاطعة كوليتون في الولايات المتحدة، وتوفي في 10 يناير 1830 في تشارلستون في الولايات المتحدة. نشط حزبياً في الحزب الجمهوري الديمقراطي. وقد انتخب عضو مجلس نواب كارولاينا الجنوبية ‏ وانتخب عضو مجلس ولاية كارولاينا الجنوبية ‏ وانتخب عضو مجلس النواب الأمريكي.